# CD-R
CD-R (kratica od engleskog Compact Disc Recordable, kompaktni disk za snimanje) je CD medij na koji se podaci mogu zapisivati, ali ne i brisati, za razliku od CD-RW-a. U većini današnjih programa za zapisivanje podataka na optičke diskove postoji opcija da se disk ne završi (finalizira), odnosno da se kasnije na njega, ako stane, može zapisati još podataka. Iako se podaci ne mogu fizički brisati s CD-R-a, programi za snimanje ih mogu prividno izbrisati tako da sakriju postojeće datoteke ili mape. Na CD-R moguće je zapisati i glazbu (audio CD). CD-R slijedi standard "narančaste knjige".
| Disk    | Veličina (Datoteke) | Veličina (Glazba) | Promjer |
| ------- | ------------------- | ----------------- | ------- |
| CD-R 74 | 650 MB              | 74 min            | 12 cm   |
| CD-R 80 | 700 MB              | 80 min            | 12 cm   |
| miniCD  | 184 MB              | 21 min            | 8 cm    |

Postoje i diskovi veličine 90 i 99 minuta odnosno 790 i 870 MB, no oni krše standard "narančaste knjige" te su zato vrlo rijetki.

## Brzina
| Brzina uređaja | Brzina zapisivanja podataka | Vrijeme zapisivanja na CD-R od 80 minuta/700 MB |
| -------------- | --------------------------- | ----------------------------------------------- |
| 1×             | 150 KB/s                    | 80:00                                           |
| 2×             | 300 KB/s                    | 40:00                                           |
| 4×             | 600 KB/s                    | 20:00                                           |
| 8×             | 1200 KB/s                   | 10:00                                           |
| 10×            | 1500 KB/s                   | 8:00                                            |
| 12×            | 1800 KB/s                   | 6:40                                            |
| 20×            | 3000 KB/s                   | 4:00                                            |
| 32×            | 4800 KB/s                   | 2:30                                            |
| 40×            | 6000 KB/s                   | 2:00                                            |
| 52×            | 7800 KB/s                   | 1:32                                            |

## Prednosti
- Velika brzina zapisivanja kod novijih diskova
- Niska cijena

## Nedostaci
- Kratak vijek trajanja, nakon 10-15 godina podaci se gube.